# ミュンヘン-ローゼンハイム線
ミュンヘン-ローゼンハイム線 （ミュンヘン-ローゼンハイムせん、ドイツ語: Bahnstrecke München–Rosenheim）とは、ドイツ連邦共和国のバイエルン州ミュンヘンのミュンヘン中央駅から同ローゼンハイムのローゼンハイム駅に至る全長64.9kmのドイツ鉄道の路線である。

## 概要
全線が複線電化であり、ローゼンハイム駅にてローゼンハイム - ザルツブルク線およびローゼンハイム-クーフシュタイン線と接続する。前者はウィーン方面、後者はローマ方面に向かう路線であり、それぞれ欧州横断輸送ネットワーク（TEN-T）の17号線および1号線を構成する。

## 歴史

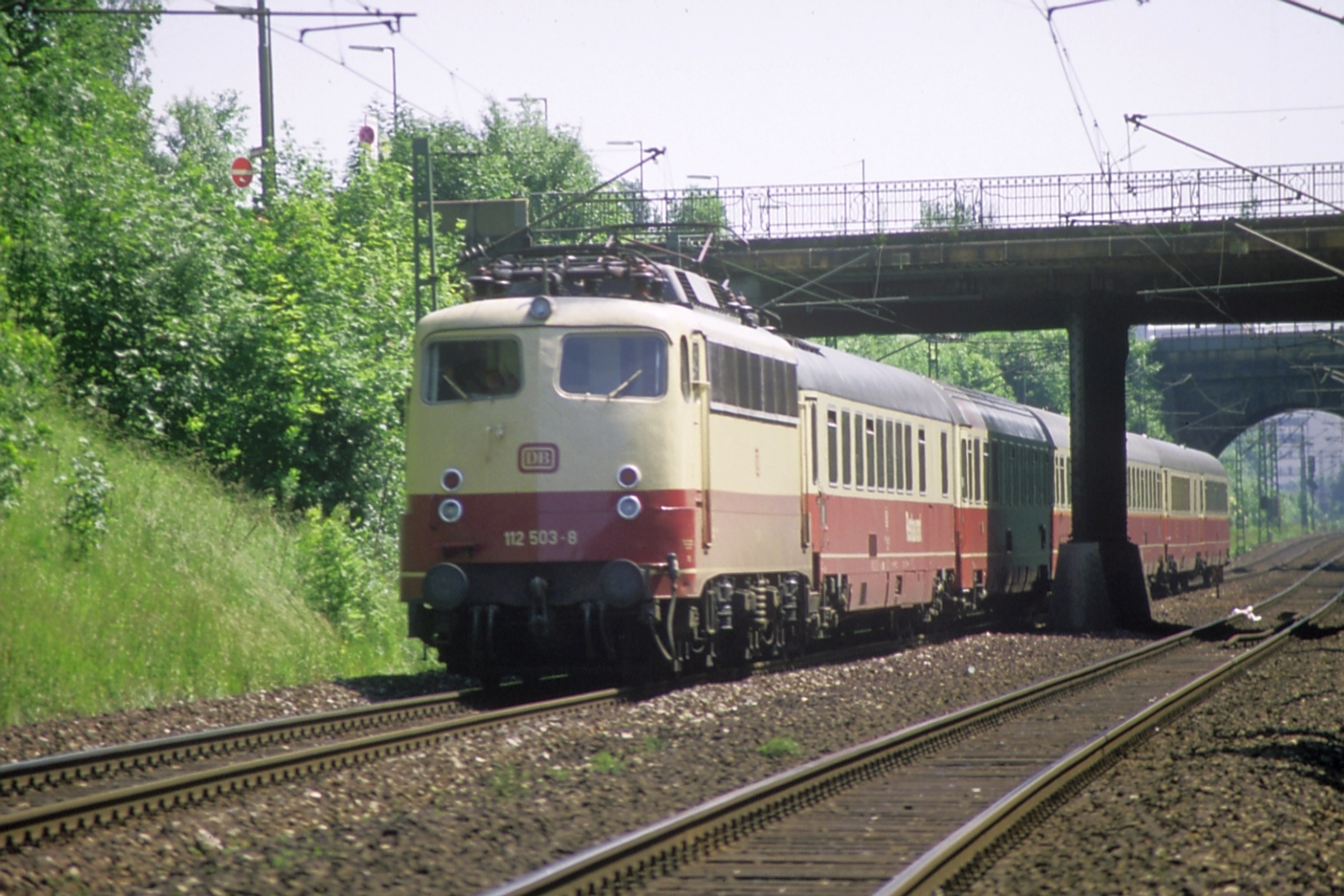
DB112形電気機関車が牽引するTEEのラインゴルト号列車(1986年)

### バイエルン王立鉄道
1854年から1857年まで開通された既存のマンファル谷線(バイエルン・マクシミリアン鉄道の一部)は1860年代にはもうオーストリア方面の幹線鉄道の役割を果たすことができなかった。マンファル谷線の複線化も考えられたが、曲線と斜面のため解決策ではならなかった。やがて1868年5月16日ミュンヘン、グラフィング、ローゼンハイムを結ぶ単線鉄路の建設が決定され、バイエルン王国政府は400万グルデンを建設費用として使った。バイエルン王立鉄道は枕木の送達のためにキルヒゼーオンに枕木の自体製作所を建設した。1869年ミュンヘンとキルヒゼーオンの間に枕木輸送用列車が運行された。1871年3月15日王立鉄道はこの路線を開業して、すべての急行列車はグラフィング経由の新線を通行することになった。運行時間も大分短縮され、この路線はヨーロッパの鉄道運送に重大な意味を持つことになった。
1891年12月29日複線化が決定され、各駅の線路拡張が必要となった。1892年10月5日にミュンヘン - ツォルネディング間の複線運転が実現された。複線化工事は1893年10月1日アースデイまで、1894年5月1日ローゼンハイムまで完了した。総費用は277万8400マルクで、その中92,300マルクは土地買収に使われた。
第一次世界大戦の前にはミュンヘンとローゼンハイム間には一日50本の特急列車が運行された。しかし戦争当時、列車の運行も職員、客車、機関車、燃料 (石炭) の不足で少なくなった。1920年代にはようやく特急列車の本数が戦前のように回復した。

### ドイツ国営鉄道
1921年ドイツ国営鉄道の建設管理局 (Neubauinspektion) が本線の電化のために設立された。しかしドイツ国営鉄道の経済的な状況の原因で電化は遅れ、1925年ようやく始まり、1927年4月12日完了された。1928年ローゼンハイムには、だんだん数えが増える電気機関車のために変電所が設置された。
第二次世界大戦の中には旅客列車運行が急激に減少した。本線は東ヨーロッパへ軍人と物資を輸送する為に使用され、ローゼンハイム近郊に列車改造施設が設置された。
1945年7月16日アスリングで貨物列車と旅客列車の追突事故が起こって、およそ110人が命を失った。

### ドイツ連邦鉄道
1950年代末にはこの路線は東ヨーロッパからくる労働者たちの重要な運送手段になった。
1972年からミュンヘン東駅からグラフィング駅までSバーンが新設され、S4系通の列車が運行されている。1990年代から通勤時間のために列車が追加的に投入され、現在2系統の列車がこの路線を経由している。1991年定時運行(Taktverkehr)が導入され、普通列車は毎時1本ミュンヘンからサルツブルクまで、特急列車(ICまたはEC)は同じく毎時1本クーフシュタインまたはサルツブルク方向に立ち替わって運行された。

### ドイツ鉄道
2010年私設鉄道会社のバイエルン・オーバーラント鉄道(BOB)が普通列車及び快速列車系通の運営権をドイツ鉄道から引き受けた。2013年12月15日からミュンヘンーザルツブルク間にはBOBの快速列車が、ミュンヘンークーフシュタイン間には普通列車がメリディアンの名で運行されている。
2021年4月13日にドイツ鉄道はオスターミュンヘン区間の移設計画案をブレンナー - トルダーリング高速鉄道プロジェクト（Bahnprojekt Brenner–Nordzulauf）の一環として公開した。

## 運行形態

### 広域輸送
フランクフルト - ミュンヘン - ザルツブルク間にはECが2時間おきに運行されている。ミュンヘン中央駅から先はミュンヘン東駅、ローゼンハイム駅、プリーン駅、トラウンシュタイン駅およびフライラッシング駅に停車する。2008年12月以後、ミュンヘン - ザルツブルク間をノンストップで結ぶレイルジェットも2時間おきに運行されている。このほか、ハンブルク - ベルヒテスガーデン間を結ぶIC1往復が当線を経由する。
- RJ 90: ミュンヘン - ローゼンハイム - ザルツブルク - リンツ - ウィーン（-ブダペスト）。1日2往復（ローゼンハイム駅停車の場合）。
- EC 62: フランクフルト/ザールブリュッケン - シュトゥットガルト - ウルム - アウクスブルク - ミュンヘン東駅 - ローゼンハイム - ザルツブルク - クラーゲンフルト/グラーツ/ザグレブ。120分間隔。
- EC 89: ミュンヘン - ローゼンハイム - クーフシュタイン - インスブルック - ボルツァーノ - ヴェローナ（ヴェネツィア/ボローニャ）。120分間隔。
- WB: ミュンヘン - ミュンヘン東駅 ｰ ローゼンハイム - ザルツブルク - アトナング＝プッフハイム - リンツ - ザンクト・ポェルテン - ウィーン西駅。120分間隔。ヴェストバーン運営。使用車両はKISS[9]。
- EN/NJ: シュトゥットガルト - ミュンヘン東駅 - ローゼンハイム - ザルツブルク - ヴェネツィア/ザグレブ/ブダペスト。1日1往復[10]。

### 地域輸送

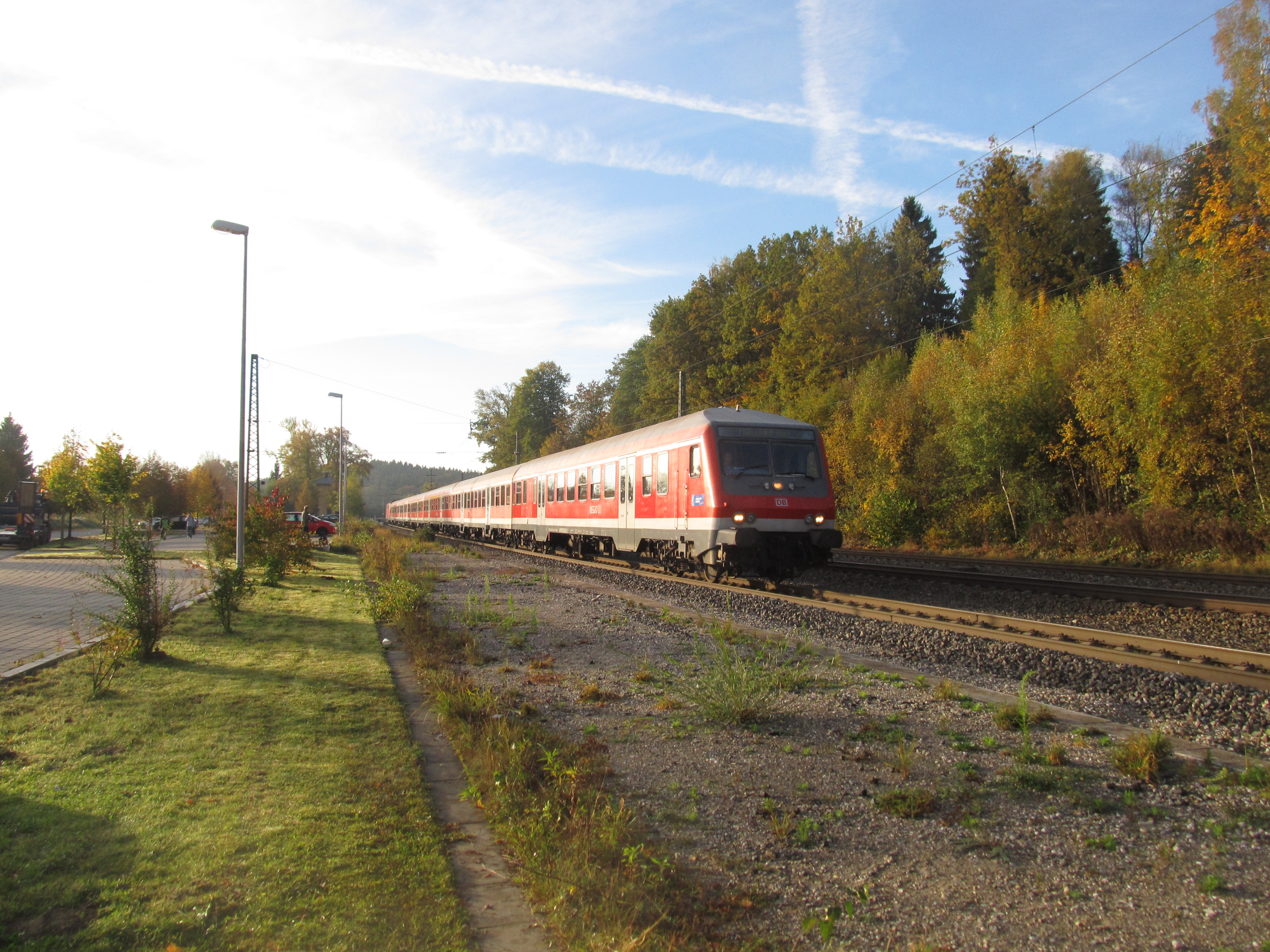
アッスリング近所で走行する快速列車

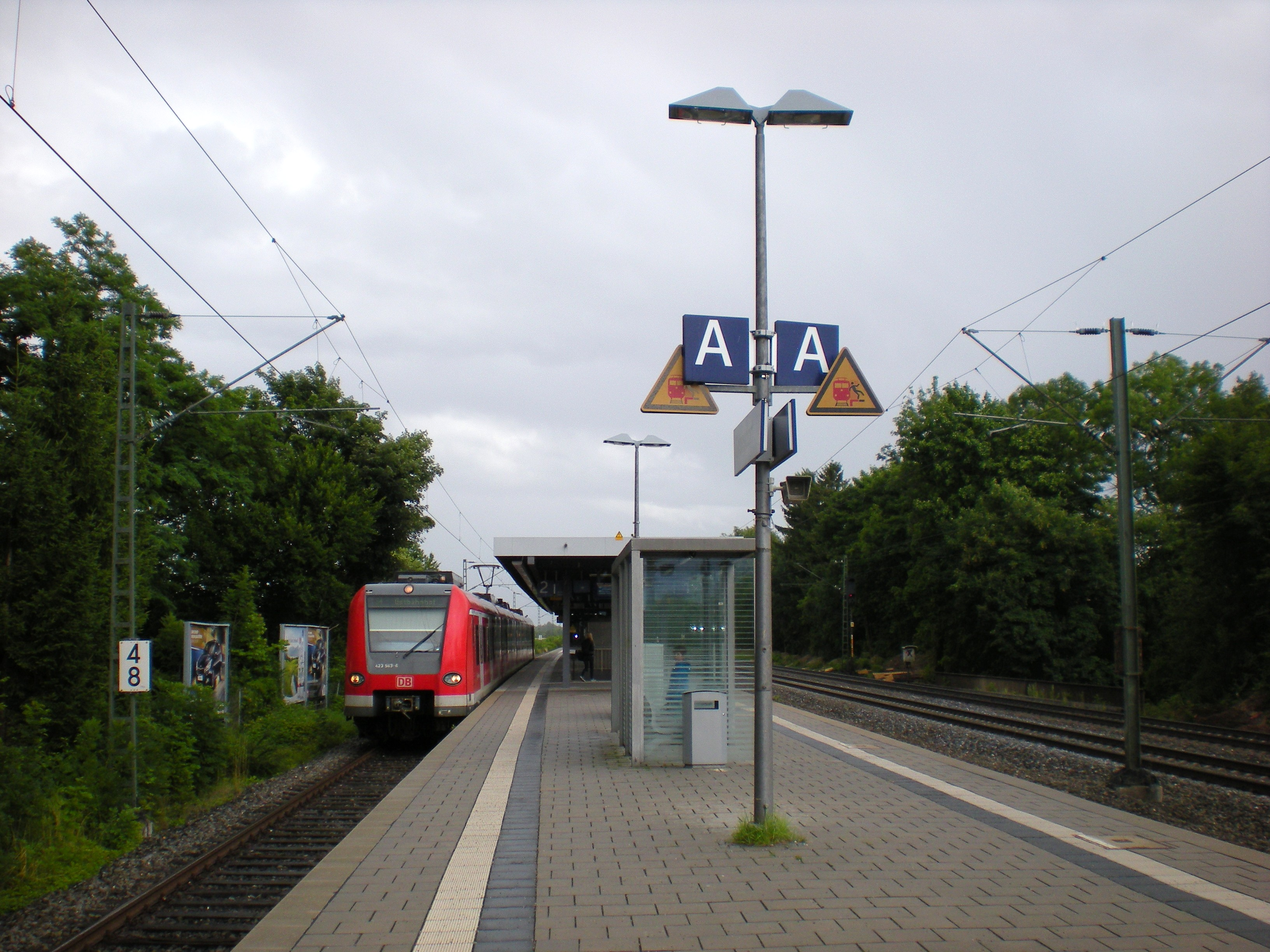
グロンスドルフ駅に到着するSバーン列車

ミュンヘン - ザルツブルク間にはREが毎時1本運行されており、111型電気機関車で牽引された。ミュンヘン - ローゼンハイム - クーフシュタイン間にはRBが運行されており、車両は425形電車が用いられた。ミュンヘン - グラーフィング間にはミュンヘンSバーン列車が20分間隔で運行されている。2013年12月15日からBOBがこの路線の地域輸送を担当し、使用車両が変わった。ザルツブルク行き列車はミュンヘン東駅からローゼンハイム駅まで停車していない。その代わりクーフシュタイン行き列車はグラフィング駅からローゼンハイム駅まで各駅で停車している。
この路線はミュンヘン運輸運賃連合 (Münchener Verkehrs- und Tarifverbund、MVV) の運賃管轄区域である。
- 快速列車 (RE 5): ミュンヘン - ミュンヘン東駅 ｰ ローゼンハイム - トラウンシュタイン - フライラッシング - ザルツブルク。60分間隔。私設鉄道のメリディアン運営。使用車両はFLIRT3。
- 普通列車 (RB 48): ミュンヘン東駅 ｰ グラフィング - エバースベルク - ヴァッサーブルク。平日の通勤時間帯のみ[12]。使用車両は628形気動車。
- 普通列車 (RB 54): ミュンヘン - ミュンヘン東駅 ｰ グラーフィング - アッスリング - オスターミュンヘン - グロースカーロリネンフェルト - ローゼンハイム - クーフシュタイン。私設鉄道のメリディアン運営。60分間隔。使用車両はFLIRT3。
- Sバーン (): ゲルテンドルフ - フュルステンフェルトブルック - ミュンヘン・パージング - ミュンヘン - ミュンヘン東 - ロイヒテンベルクリング - ベルク・アム・ライム - トルダーリング (- グロンスドルフ - ハール - ファターシュテッテン - バルトハーム - ツォーネディング - エグルハルティング - キルヒホッフ - グラフィング - エバースベルク) 。20分間隔[13]。使用車両はDB423形電車。
- Sバーン (): トゥッツィング - シュタルンベルク - ミュンヘン・パージング - ミュンヘン - ミュンヘン東 - ロイヒテンベルクリング - ベルク・アム・ライム - トルダーリング - グロンスドルフ - ハール - ファターシュテッテン - バルトハーム - ツォーネディング - エグルハルティング - キルヒゼーオン - グラーフィング - エバースベルク。20分間隔。使用車両はDB423形電車。

### 貨物輸送
2008年には貨物列車がこの路線で平日に最大150編ほど通行した。その中で三分の一はローゼンハイム - ザルツブルク線を経由して、トルコ、ギリシャ、トリエステ方面に走行する。三分のニの貨物列車はローゼンハイム - クーフシュタイン線を経てヴェローナ方面に運行されて、TXロジスティックなどの鉄道会社がこの列車を運営する。